# Гети
Гети (лат. Getae; антгрч. Γέται; рум. Geţi, буг. Гети) су били трачка племена настањена претежно на подручју данашњих држава Румуније и Бугарске. Од 7. века п. н. е. Гети су били у контакту са грчким колонијама на обали Црног мора.
У 4. веку п. н. е. Гети су потиснули Агатирсе са подручја данашњег Баната. Историчар Др Самуел Боровски је сматрао да су  „римски шанчеви“ у источном и јужном Банату били гетски одбрамбени шанчеви, којима су се они бранили од Дачана. Према овом гледишту, Гети су живели у равници од тих шанчева према западу па до Тисе и према северу до Мориша.
Будући да су Гети живели у земљама које су Грцима биле мало познате, али су у исто вриеме биле добро познате по имену, то је довело до многих забуна - посебно у доба касне антике. Тако је Јулијан Отпадник известио победу Гета над Готима. Осим тога, током овог периода постаје опште прихваћено да се топоними и етноними из доба процвата грчке цивилизације пренесу у садашњост. На пример, у Византији још у 12. веку. био је обичај да се сви номади у северном Црноморском региону називају Скитима, све до Печенега и Половца, не узимајући у обзир да ли су ова племена заиста на неки начин међусобно повезана. Ово треба имати на уму при оцењивању извештаја о касним приходима. Дакле, Јорданес је сматрао да су Готи наследници историје Гета. Такво гледиште нема другу основу осим једноставне сагласности, а објашњава се жељом да се историја његовог народа учини древнијом, будући да према древним схватањима народ који није имао вековну прошлост није могао рачунати на поштовање.

## Религија
Залмоксис је био поштован као једини бог. Херодот је Гете назвао онима „који верују у своју бесмртност“, „јер према својој вери неће умрети, већ ће отићи у Залмоксис“. Залмоксис је „учио да ни он, ни његови гости, ни њихови потомци неће умрети, већ ће само отићи на друго место где ће живети вечно, уживајући у свим благодатима“.

## Историја
Подаци о Гетима током 6. века пре нове ере познати су захваљујући Херодотовом делу. Персијски краљ Дарије I 514. п. н. е. послао је војску против Скита у Малу Скитију (сада Добруџа). Трачка племена (Тхинои, Скирмиадои, Транипсаи, Нипсаиои и друга) нису пружала велики отпор персијској војсци. Како Херодот извештава ово:
“Прије него што је стигао до Истре, Дарије је прво освојио Гете, који се сматрају бесмртнима. Трачани из Салмедеса и они који живе северно од Аполоније и градова Месамбрије, звани скирмиадс и нипсес, предали су се Дарију без борбе. Међутим, Гети, најхрабрији и најпоштенији међу Трачанима, пружили су оружани отпор краљу, али су одмах покорени “ .
Укључивши Гете у своју војску, Дарије се тада приближио Истри (Дунав) и прешао је (Херодот 4, 97). Поход је трајао до 512. п. н. е., када се персијска војска, исцрпљена и исцрпљена борбама, окренула назад, напуштајући недавно освојене територије. Претпоставља се да је Дарије напредовао даље од Буџака (у сваком случају, без преласка Дњестра). Гети су остали на новој територији за себе, коју су почели да развијају .
Гети и Дачани су, касније, своја непријатељства заменили савезом против Римљана.
Историјски догађаји 5. века пре нове ере. и прве половине наредног века, нема писаних извора, иако је већ прикупљен прилично богат археолошки материјал. Само на територији Републике Молдавије, од 190 до 250 споменика повезано је са Гетима. Судећи према размерама грчких извора, најважнији центри Гета у овом периоду налазили су се у близини села Бутуцени, Требујени и Сахарна (око њих су концентрисане читаве групе споменика), као и Ханска, Столничени, Хртопул Маре, Алцхедар, Матеутс, Кхлизхени, Руд итд. У румунској Молдавији следећи споменици припадају истој групи: Каиата (округ Вранцеа), Федести-Цетатсуе, Бунести и Радуцанени (округ Васлуи), Мосна (округ Иаси) итд.
У 4. веку пре нове ере. на југозападу станишта Гета почиње да расте држава Античка Македонија са којом је склопљен савез. До тог тренутка, на северу, скитски краљ Атеј је успео да формира велику државу на западним границама Велике Скитије у северном црноморском региону. Након раскида привременог савеза са Македонијом средином 4. века п. н. е, Атеј осваја Гете под вођством непознатог команданта и заузима скоро читаву делту Дунава. Године 339. п. н. е. као резултат крваве битке између скитских трупа и македонске војске Филипа II, цар Атеј је убијен, а његове трупе поражене. Мала Скитија је на кратко време под влашћу Македоније.
Као резултат ових догађаја, Скити су протерани из Буџака, који је дошао под контролу Гета. Године 331. п. н. е. били су поведени као помоћна сила за Зопирионов поход на грчке градове у северном црноморском региону. Међутим, Зопириона су одбили доњоњепарски Скити, који су притекли у помоћ становницима Олбије, и умро пре него што је успео да пређе Дунав. Након тога, победнички Скити напали су Гете. Готово сва насеља Гета између Дњестра и Карпата до тада показују знакове уништења, након чега се живот на њима није наставио. Неколико деценија цео овај регион је био пуст .
Међутим, Гети су се одржали у суседним областима доњег Дунава. Један од њихових краљева, Дромихет, успео је 293/292. п. н. е. да порази војску Лизимаха у „пустињи Гета“ (Буџак). Страбон извештава о овоме:
„Дромихет - краљ Гета у доба Александрових наследника - живог је ухватио Лизимаха, који је кренуо против њега. Указујући затим Лизимаху на његово сиромаштво и његово племе, а истовремено и на њихову независност, саветовао је Лизимаха да се не бори са таквим племенима, већ да ступи у пријатељске односе с њима. Након ових речи, цар је затворенику приредио срдачну добродошлицу и, склопивши с њим пријатељски споразум, пустио га је на слободу “ .
Међутим, доступни писани подаци нису довољни за извођење закључака о томе које су биле границе краљевине Дромихета и где је било њено средиште. У сваком случају, не би могао покрити само Буџак, будући да је Гетских споменика у њему за ово време изузетно мало. „Релативно мала популација Гета у степским регионима међудњевско-дунавског међутока тешко да би могла бити таква војна сила која је била способна да се одупре Лизимаху“  .
У пролеће 61. п. н. е. Гај Антоније из Хибрида, настављајући агресивне походе Римљана у Тракији, напао је Гете, али је неочекивано наишао на жесток отпор. Близу града Истре у Малој Скитији су га поразиле здружене трупе Гета, Бастарна и Грка, а он сам је заробљен. Овај неочекивани пораз, као и унутрашњи сукоби унутар самог Рима, зауставили су напредовање Римљана према Дунаву.
Средином 1. века пре нове ере владар читавог Доњег Подунавља био је Буребиста, кога извори називају понекад гет, понекад дачанин. Његови походи нису угрозили само Тракију и градове западне обале Понта, већ чак и границе римске провинције Македоније . Након преузимања власти, Цезар је планирао поход на Гете, али је његово убиство спречило рат. Међутим, Буребиста је убијен исте године и од тог тренутка термин "Гети" коначно постаје анахронизам за означавање нових народа који су окупирали бившу територију Гета.